# ワールド・ベスト・レースホース・ランキング
ワールド・ベスト・レースホース・ランキング (World's Best Racehorse Rankings; WBRR) は、国際競馬統括機関連盟 (IFHA) が発表する、世界の競走馬の格付けである。

## 名称
時計メーカーのロンジンが公式スポンサーを務めており、2013年6月発表分からはスポンサー名を冠して「ロンジン・ワールド・ベスト・レースホース・ランキング」(the LONGINES World's Best Racehorse Rankings; LWBRR) とも表記する。
2004年度から2007年度までは「ワールド・サラブレッド・レースホース・ランキング」(World Thoroughbred Racehorse Rankings; WTRR)、2008年度からは「ワールド・サラブレッド・ランキング」(World Thoroughbred Rankings; WTR) と称し、上位馬を「ワールド・リーディング・ホース」(World's Leading Horses) として発表していた。
さらにその前身は、1977年から2003年まで「インターナショナル・クラシフィケーション」(International Classifications) として発表されていたものに遡る。

## 歴史
元々1977年にイギリス・フランス・アイルランドの3カ国でスタートし、その後拡大されてきたレーティングをインターナショナル・クラシフィケーションと銘打っていたが、競馬の開催シーズンの分岐点が国・地域によって異なり（日本の場合は1月1日〜12月31日を1年の基・終点とする）、香港・オセアニア・アラブ首長国連邦 (UAE) などのように発表時期の1月がシーズンの途中であるため、世界規模の統一したレーティングを出しにくいというデメリットも生じた。
そこで、2004年度の発表から年間2回（1月・8月）にそのレーティングを発表し、全世界的な競走馬のランキングを出しやすくするようになった。8月の回では主に前年8月基点 - 当年7月終点の国をランキング発表の対象にしている。なお、全世界上位50頭のレーティングについては1月、8月を含む年間5回程度発表される。

## レーティングの発表
- 国際レーティングは毎年7月・12月（従前は12月のみ）に加盟各国から集まったハンディキャッパー数名[注 1]で会議を開催し、その翌日に110ポンド（約50kg（キログラム）相当; 1ポンドは約0.45kg相当）以上のレーティングを獲得した競走馬を発表する。
- レーティングは2歳・3歳・4歳以上の年齢別、コース（芝・ダート）別、並びに距離別（2歳馬は距離別のカテゴリーなし）で発表される。

距離別カテゴリー
| 2021年の基準   |                |             |                |              |              |      |
| コラム（区分） | コラム（区分） | 距離        | 距離           | 距離（北米） | 距離（北米） | 備考 |
| 略記号         | 呼称           | メートル    | ハロン         | メートル     | ハロン       | 備考 |
| S              | Sprint         | 1000 - 1300 | 5f - 6.5f      | 1000 - 1599  | 5f - 7.99f   |      |
| M              | Mile           | 1301 - 1899 | 6.51f - 9.49f  | 1600 - 1899  | 8f - 9.49f   |      |
| I              | Intermediate   | 1900 - 2100 | 9.5f - 10.5f   | 同左         | 同左         |      |
| L              | Long           | 2101 - 2700 | 10.51f - 13.5f | 同左         | 同左         |      |
| E              | Extended       | 2701 -      | 13.51f -       | 同左         | 同左         |      |

これらのレーティングは国際競走の格付け認定のための重要なファクターとなる。各競走4着までの入線馬の平均レーティングを基に、GIでは115、GIIは110、GIIIは105、またはそれ以上の平均レーティングが必要となっている。なお、性別や産地などの条件によって負担重量が減じられたときはレーティングもその分減算されるため、それらの馬を対等評価するときはその減量分をポンド換算した値を加算してから比較するということがしばしば行われる。例えば、牝馬2kg減の競走で性別差を排して換算をするときは、2kgは約4ポンドなので牝馬のレーティングに4を加算して比較する。

## 歴代世界1位
| 年度   | レーティング | 馬名                 | 調教国・地域     | 対象競走                                                   |
| ------ | ------------ | -------------------- | ---------------- | ---------------------------------------------------------- |
| 2003年 | 134ポンド    | ホークウイング       | アイルランド     | ロッキンジステークス                                       |
| 2004年 | 130ポンド    | ゴーストザッパー     | アメリカ合衆国   | ブリーダーズカップクラシック                               |
| 2005年 | 130ポンド    | ハリケーンラン       | フランス         | 凱旋門賞                                                   |
| 2006年 | 129ポンド    | インヴァソール       | アメリカ合衆国   | ブリーダーズカップクラシック                               |
| 2007年 | 131ポンド    | マンデュロ           | フランス         | プリンスオブウェールズステークス                           |
| 2008年 | 130ポンド    | カーリン             | アメリカ合衆国   | ドバイワールドカップ、スティーブンフォスターハンデキャップ |
| 2008年 | 130ポンド    | ニューアプローチ     | アイルランド     | チャンピオンステークス                                     |
| 2009年 | 136ポンド    | シーザスターズ       | アイルランド     | アイリッシュチャンピオンステークス                         |
| 2010年 | 135ポンド    | ハービンジャー       | イギリス         | キングジョージVI世&クイーンエリザベスステークス            |
| 2011年 | 136ポンド    | フランケル           | イギリス         | サセックスステークス、クイーンエリザベスII世ステークス     |
| 2012年 | 140ポンド    | フランケル           | イギリス         | クイーンアンステークス、インターナショナルステークス       |
| 2013年 | 130ポンド    | ブラックキャビア     | オーストラリア   | ブラックキャビアライトニング、TJスミスステークス           |
| 2013年 | 130ポンド    | トレヴ               | フランス         | 凱旋門賞                                                   |
| 2014年 | 130ポンド    | ジャスタウェイ       | 日本             | ドバイデューティーフリー                                   |
| 2015年 | 134ポンド    | アメリカンファラオ   | アメリカ合衆国   | ブリーダーズカップクラシック                               |
| 2016年 | 134ポンド    | アロゲート           | アメリカ合衆国   | ブリーダーズカップクラシック                               |
| 2017年 | 134ポンド    | アロゲート           | アメリカ合衆国   | ドバイワールドカップ                                       |
| 2018年 | 130ポンド    | クラックスマン       | イギリス         | チャンピオンステークス                                     |
| 2018年 | 130ポンド    | ウィンクス           | オーストラリア   | コックスプレート                                           |
| 2019年 | 128ポンド    | クリスタルオーシャン | イギリス         | プリンスオブウェールズステークス                           |
| 2019年 | 128ポンド    | エネイブル           | イギリス         | キングジョージVI世&クイーンエリザベスステークス            |
| 2019年 | 128ポンド    | ヴァルトガイスト     | フランス         | 凱旋門賞                                                   |
| 2020年 | 130ポンド    | ガイヤース           | イギリス         | インターナショナルステークス                               |
| 2021年 | 129ポンド    | ニックスゴー         | アメリカ合衆国   | ブリーダーズカップクラシック                               |
| 2022年 | 140ポンド    | フライトライン       | アメリカ合衆国   | パシフィッククラシックステークス                           |
| 2023年 | 135ポンド    | イクイノックス       | 日本             | ジャパンカップ                                             |
| 2024年 | 128ポンド    | シティオブトロイ     | アイルランド     | インターナショナルステークス                               |
| 2024年 | 128ポンド    | ローレルリバー       | アラブ首長国連邦 | ドバイワールドカップ                                       |

## 歴代レーティング上位馬
| 順位 | レーティング | 馬名                 | 調教国・地域   | 対象競走                                                   |
| ---- | ------------ | -------------------- | -------------- | ---------------------------------------------------------- |
| 1位  | 141ポンド    | ダンシングブレーヴ   | イギリス       | 1986年凱旋門賞                                             |
| 2位  | 140ポンド    | アレッジド           | アイルランド   | 1978年凱旋門賞                                             |
| 2位  | 140ポンド    | シャーガー           | イギリス       |                                                            |
| 2位  | 140ポンド    | フランケル           | イギリス       | 2012年クイーンアンステークス、インターナショナルステークス |
| 2位  | 140ポンド    | フライトライン       | アメリカ合衆国 | 2022年パシフィッククラシックステークス                     |
| 6位  | 138ポンド    | エルグランセニョール | アイルランド   | 1984年2000ギニーステークス                                 |
| 7位  | 137ポンド    | スリートロイカス     | フランス       | 1979年凱旋門賞                                             |
| 7位  | 137ポンド    | ジェネラス           | イギリス       | 1991年キングジョージ6世&クイーンエリザベスステークス       |
| 7位  | 137ポンド    | パントレセレブル     | フランス       | 1997年凱旋門賞                                             |
| 10位 | 136ポンド    | トロイ               | イギリス       |                                                            |
| 10位 | 136ポンド    | スワーヴダンサー     | フランス       |                                                            |
| 10位 | 136ポンド    | シーザスターズ       | アイルランド   | 2009年アイリッシュチャンピオンステークス                   |

日本調教馬の上位5頭はイクイノックス（135ポンド・2023年）、エルコンドルパサー（134ポンド・1999年）、ジャスタウェイ（130ポンド・2014年）、オルフェーヴル（129ポンド・2013年）、エピファネイア（129ポンド・2014年）である。

## 1991年以前のレーティングの見直し案
2013年1月、過去のレーティングが見直されることになった。ワールド・サラブレッド・ランキングと、その前身であるインターナショナル・クラシフィケーションにおいて、1977年の開始から1990年代までの評価が、その後に比べて全体に高すぎる傾向にあったというのが見直しの理由である。
この見直しによって、1977年は全馬が7ポンドのマイナス、1978年は全馬が6ポンドのマイナス、1979年は全馬が5ポンドのマイナス…、というように、1977年から1991年まで、最大7ポンドから最小1ポンドのレートが引き下げられた。2004年に関しては逆に全馬に1ポンド加算されることになった。
この結果、それまで141ポンドと評価されてきたダンシングブレーヴが138に、140ポンドのアレッジド・シャーガーがそれぞれ134・136に引き下げられることになった。この引き下げには賛否両論がある。
しかしながら従来のレーティングが正しいものとなっている。

## 日本の関わり
日本では、このワールドランキングを参考に毎年1月と8月、「JPNサラブレッドランキング」が発表される（8月は上半期分=7月までを対象）。ワールドランキング数値の決定法に則って、世界各地の競走に出走して100ポンド以上の評価を得た日本調教馬（国内産、外国産問わず）、並びに国際競走などで日本の競走に出走した外国調教馬でベストの評価を得た馬がレーティングの対象となる。
かつては、中央競馬会のハンデキャップ作成委員によるフリーハンデが1962年から『優駿』誌上で発表されていたが、1995年から国際基準に合わせたJRAクラシフィケーションを発表するようになる。また、1996年からインターナショナル・クラシフィケーションの評価対象となる日本の出走馬が大幅に増え、1997年に日本も全面移行してレーティングを導入。足並みを揃えながら1998年にJPNクラシフィケーション、2004年にJPNサラブレッド・ランキングと名称も改められた。

## 概念

### 用語
フリーハンデ
ハンデキャップ競走にハンデをつけるのとは異なり一年を通じて競走馬を重量に格付けするもの。JRA日本中央競馬会ではエクスペリメンタル・フリーハンデキャップとして1962年から格付けされるようになった。
インターナショナルクラシフィケーション
国際間で取り決めた格付け（レーティング）。この呼び方は、凱旋門賞の舞台裏で開催されたパリ会議で、「クラシフィケーション (classification)」という言葉は、今後、世界の有力馬の格付けの公式格付表から姿を消すことが決定された。
レーティング、レイティング
評価、格付けの意味で欧州諸国で使われ、日本のフリーハンデと同義語。
アローワンス（アローアンス、アラウアンス）
「許可」の意味だが、競馬では、年齢性別出生地に応じて許される重量のことをいう。有馬記念 (G1) では4歳以上58kgに対して3歳2kg減、牝馬2kg減などのアローワンスがある。
ポンド表記
1ポンド=0.453592kg、マイル1馬身=2ポンド (0.914383kg) のレーティング差は万国共通。日本国内では、フリーハンデとしてレーティングを作成してきたが、1994年に国際クラシフィケーション参加後フリーハンデとクラシフィケーションの斤量表記に誤差が生じてしまうため、別のものとして捉えられるようになった。
エイジアローワンス
馬がおおよそ成長し終える5歳を基準に、4歳までの成長途上の競走馬が成馬と対戦する時には負担重量が軽減されている馬齢重量のこと。馬齢重量として2歳時から4歳まで月単位で距離別に決められており、馬齢重量戦はそれを負担重量として行われる競走で、エイジアローワンスによって成長途上の若馬が古馬と対等に戦えることになる。クラシフィケーションでは2歳馬・3歳馬も古馬と同等の能力指数として扱われる。
セックスアローワンス
牡馬に対しての牝馬の斤量減。国によって減量値は異なる。日本では多くの競走が牝馬に2kgのセックスアローワンスを与えており、レーティング上では4ポンドで換算される。
ベストパフォーマンス
年間トータルクラシフィケーションには個々の馬が年間の全ての競走で発揮したレートの中から最も高いものが採用される。当然一度だけ大駆けをして他は全くの凡走という場合もあるし、極端に展開に恵まれての勝利、重馬場だけで好走といった馬もあるが、そのような事情は考慮されない。
レースレーティング
各競走の1〜4着までのレーティングの平均によって当該競走のレベルを表す値。古馬のパート1（G1競走）の場合、牝馬のセックスアローワンスを加えてクラシフィケーションレートが115以上であることが条件となる。G2ではこれが5ポイント低くなり110、G3では更に5ポンド低い105となる。
負担重量に関する用語は、負担重量の記事も参照のこと。

### 競走馬レーティング作成の手法
レーティングは成績表にある材料のみで作成する。斤量、着差、出走馬の実績から判断するのが基本である。着差の換算基準は、マイル1kg=1馬身=2ポンド、1ポンド=0.45kg。
競馬レーティング作成時の着差とタイムの換算目安
1馬身=1秒のおよそ1/5 (0.2 s)、2馬身は1秒の3/10 (0.3 s)、6馬身は1秒に等しい。また1kg斤量が重くなると1600〜2000メートル (m)の中距離で約1馬身遅くなる。短距離では半馬身、長距離では約2馬身の差をもたらす。
基準馬
競走毎のレーティングを決める場合に目安基準となる馬。時と場合によるが3着〜4着馬の過去のパフォーマンスや競走結果から対戦成績による優劣を導きだす事が多い。